# 椎名へきる PRECIOUS GARDEN
椎名へきる PRECIOUS GARDEN（しいなへきるプレシャスガーデン）はJFNが制作し、JFN系列29局でネットされていたラジオ番組。パーソナリティは椎名へきる。

## パーソナリティ
- 椎名へきる

## スタッフ
- 構成作家：まろ（吉武英樹）
- ディレクター：小野瀬ひろみ
- アシスタントディレクター：石川クン
- プロデューサー：キタサン

## 放送時間
- 2000年10月8日～2005年3月27日…毎週土曜日28:00～29:00（毎週日曜日4:00～5:00）
- 2005年4月3日～2006年10月1日…毎週土曜日28:30～29:00（毎週日曜日4:30～5:00）

※新聞のラジオ欄上では29:00までが前日（土曜日）の曜日となっているが、日付上は日曜日

## 番組概要・その他補足
- ほぼ全国ネットだった「ラジオ黄金時代 椎名へきるの恋愛パルス」、TFMローカルだった前番組の「椎名へきるのRADIO BBS」を経て、2000年10月8日から現番組が1時間番組として開始。その5年後には30分に短縮されるも2006年7月9日には300回を迎えたが、2006年9月30日放送分をもって番組終了。TOKYO FMでは打ち切られた後継ぎとして「椎名へきる みたいラジオ」を放送している。JFN系列局の後枠は「スフィアリーガー 朝練スタンバイ」
- 一時期日本ナレーション演技研究所が全てのネット局に対してスポンサーとなっていた。
- 2006年8月から携帯電話のパケット通信（パケラジ）による番組ダイジェスト配信を開始。詳細は「パケラジについて」を参照。
- 早朝の時間帯のため、エンディングの挨拶（台本）時には「おやすみなさい」に加え、「お車を運転の方は安全運転でお願いします」とトラックを運転している業者に配慮して挨拶をしていた。
- かなり深い時間帯であるにもかかわらずほとんどの局を同時ネットでカバーしているが、地方局の都合でネットしていない地域が存在する（「未ネット・打ち切られた局」参照）。
- TFMでネット開始された時、スタッフの手違いで、TFM宛のハガキを半年間放置されていたことがあった。
- 「CD製作委員会」のコーナーでリスナーから募集した詞と曲をもとに、「モーニングへきる」という番組テーマソングが作られた。
- 2003年10月、憧れのロッカーアンドリューW.K.が来日中の忙しい合間にゲストで出演、感激の対面を果たした。

## 基本タイムテーブル
- オープニングジングル
- オープニングトーク
- 曲（主に洋楽を流す）
- BGMブレイク
- お便り
- コーナー
- 曲（主に邦楽を流す）
- BGMブレイク
- お便り
- 曲（椎名の曲）
- BGMブレイク
- エンディング

## コーナー
- ストックオブミュージック
- ＣＤ製作委員会
- 椎名開発部
- 誰も知らない業界用語
- 戦えお前たち！世界最強決定戦！
- マイルール～これだけは譲れん～
- 五・七・五
- へきるの新商品勝手にチェック
- 分かるかマロ！（教えてマロ！）
- もはやこれまで
- ドリームワックス
- 理想の温泉探し隊
- へきるデータバンク
- タイホしちゃうぞ
- ダメ人間選手権
- リスナーよ、大志を抱け！
- へきるであいうえお
- へきる語大辞典
- 起きて～（起きろー！）
- 椎名へきるの斬らせていただきます
- へきるも同感（ドカーン）
- 寅の刻伝説
- ものまね100連発
- 三人も寄れば文殊の知恵
- 半蔵門の父・半蔵門の母
- へきちゃんのど～んと思い出してみよう（2006.4～7)
- へきちゃんのど～んと感傷に浸ってみよう（2006.8～9）

## パケラジについて
- パケラジになったことでネットされていない地域でも聴取出来るようになったが、聴取方法については各携帯キャリアのパケット定額制プランに入ってから聴取することが必要である（これは椎名本人もエンディングのお知らせで強く推奨している）。理由としてはパケラジは大容量の通信になるため料金が非常に嵩張るからである。最新版の配信は無料だが、次の更新でバックナンバーになったものは有料となる。
- ラジオでの本放送より一週遅れで配信。
- パケラジ版もラジオ最終回分の配信をもって終了。

## ネット局
※北から順へ
- エフエム青森（青森）、エフエム岩手（岩手）、AFM（秋田）、Boy FM（山形）、ふくしまFM（福島）
- RADIO BERRY（栃木）、FMぐんま（群馬）
- FM-NIIGATA（新潟）、FM長野（長野）、FMとやま（富山）、Hello Five（石川）、FM福井（福井）、Radio80（岐阜）
- radio3（三重）、e-radio（滋賀）、Kiss-FM（兵庫）
- V-air（島根・鳥取）、FM岡山（岡山）、FMY（山口）
- エフエム徳島（徳島）、Be fine（香川）、Hi-six（高知）
- FMS（佐賀）、Smile-FM（長崎）、FMK（熊本）、Air-Radio（大分）、JOY FM（宮崎）、μFM（鹿児島）
- エフエム沖縄（沖縄）

### 未ネット・打ち切られた局
- AIR-G'（北海道）…2004年11月打ち切り。
- Date fm（宮城）…2006年3月打ち切り。
- TOKYO FM…2006年3月打ち切り。当初は1時間の放送であったが、後に「SEX MACHINEGUNS ヘビーメタルサンダー」を放送するため30分短縮バージョンとなった。
- K-MIX（静岡）…未ネット
- FM AICHI（愛知）…未ネット（ヘビーメタルシンジケートネットのため）
- FM OSAKA（大阪）…未ネット
- HFM（広島）…2005年3月打ち切り。以後は自社制作番組の再放送を流している。
- FM愛媛（愛媛）…未ネット（メンテナンスタイムのため）
- FM福岡…未ネット